# Adgandestri
Adgandestri (en llatí Adgandestrius) era un cap del poble germànic dels cats que es va oferir als romans per assassinar Armini i va demanar que li enviessin verí. Però Tiberi va rebutjar col·laborar en aquest crim, segons diu Tàcit als Annals.